# Valaire (groupe)
Pour les articles homonymes, voir Valaire.
 (février 2023).
Valaire, anciennement Misteur Valaire, est un groupe canadien d'electro, originaire de Sherbrooke, au Québec. Son style musical mêle les influences electro-jazz-hip-hop-rock et extraits sonores insolites. Le groupe quatre albums sous le nom de Misteur Valaire : Mr. Brian (2005), Friterday Night (2007), Golden Bombay (2010) et Bellevue (2013). Son cinquième album, le premier sous le nom actuel de Valaire, s'appelle Oobopopop et est lancé en 2016. Le sixième, Jazz Futon, est lancé en 2023.

## Histoire

### Débuts (2004–2006)
Le parcours commun des cinq membres originaires de Sherbrooke, au Québec, commence dans un bac à sable vers l'âge de six ans. Après un parcours scolaire à vocation musicale, ils forment en 2004 Misteur Valaire.
Mr. Brian est le premier album du groupe. Influencé par leur formation jazz, ce premier opus est teinté electro-jazz ou nu jazz et se révèle proche des sonorités des formations électro-jazz norvégiennes telles que Nils Petter Molvær et Jaga Jazzist (époque A Livingroom Hush), par exemple[source secondaire souhaitée]. Distribué de façon quasi-confidentielle, cet album marque également l'arrivée[réf. nécessaire] du quintette à Montréal (Québec).

### Friterday Night(2007–2009)
Pour son deuxième album, Misteur Valaire diversifie ses influences et développe une musique plus festive[réf. nécessaire]. Intégrant des samples à ses compositions, s'accompagnant de Vjing et de prestations scéniques, Friterday Night se tourne plus vers l'album live que l'album précédent[réf. nécessaire]. Friterday Night est mis en téléchargement libre dès sa sortie en 2007. Après 18 mois, l'album atteint 27 000 téléchargements. Au total, la diffusion de l'album cumule 47 500 téléchargements gratuits,. En comparaison, au Canada, un disque d'or est attribué à partir de 40 000 copies physiques vendues. Après sa sortie, le groupe se produit très régulièrement sur la scène québécoise et se fait remarquer lors d'événements marquants[non neutre]. En juin 2007, lors du Festival de la chanson de Tadoussac, le plancher de la salle de spectacle s'écroule en raison de l'enthousiasme du public.
En 2007, Misteur Valaire remporte le prix Étoiles Galaxie de Radio-Canada. En 2008, Misteur Valaire remporte le prix de l'« enregistrement indépendant » au gala MIMI (Montreal International Music Initiative), le prix « Étoiles Galaxie » de Radio-Canada. Le groupe est également nommé dans la catégorie « Album électronique de l'année » au 30e Gala de l'ADISQ (Association québécoise de l'industrie du disque, du spectacle et de la vidéo) ainsi que dans les catégories « révélation de l'année » et « album electro de l'année » au GAMIQ.
En février 2010, Misteur Valaire est un des groupes canadiens sélectionnés[réf. nécessaire] pour participer aux festivités des Jeux olympiques de Vancouver.

### Golden Bombay(2010–2012)
Après deux ans et demi de tournée à travers le Québec, Misteur Valaire se lance dans la composition de son troisième album orientée plus pop[réf. souhaitée]. À la suite du succès scénique de Friterday Night[non neutre], le groupe fait appel à des collaborateurs pour développer son spectacle, Brigitte Poupart assurant la mise en scène, Loïc Thériault les projections et Geneviève Bouchard la conception des costumes[pertinence contestée].
Après le concert de lancement de Golden Bombay le 18 mai 2010 au Club Soda à Montréal, le groupe part en tournée en Europe pour deux mois. À sa première semaine de sortie l'album se hisse troisième meilleure vente au Québec et 22e au Canada[réf. nécessaire]. Il est également nommé pour le prix Polaris. L'album doit son nom à Gordon Bombay, l'entraineur des Mighty Ducks dans le film Jeu de puissance (Les Petits champions en France). En 2013, ils composent le thème musical de l'émission En mode Salvail avec l'animateur Éric Salvail.

### BellevueetOobopopop(depuis 2013)

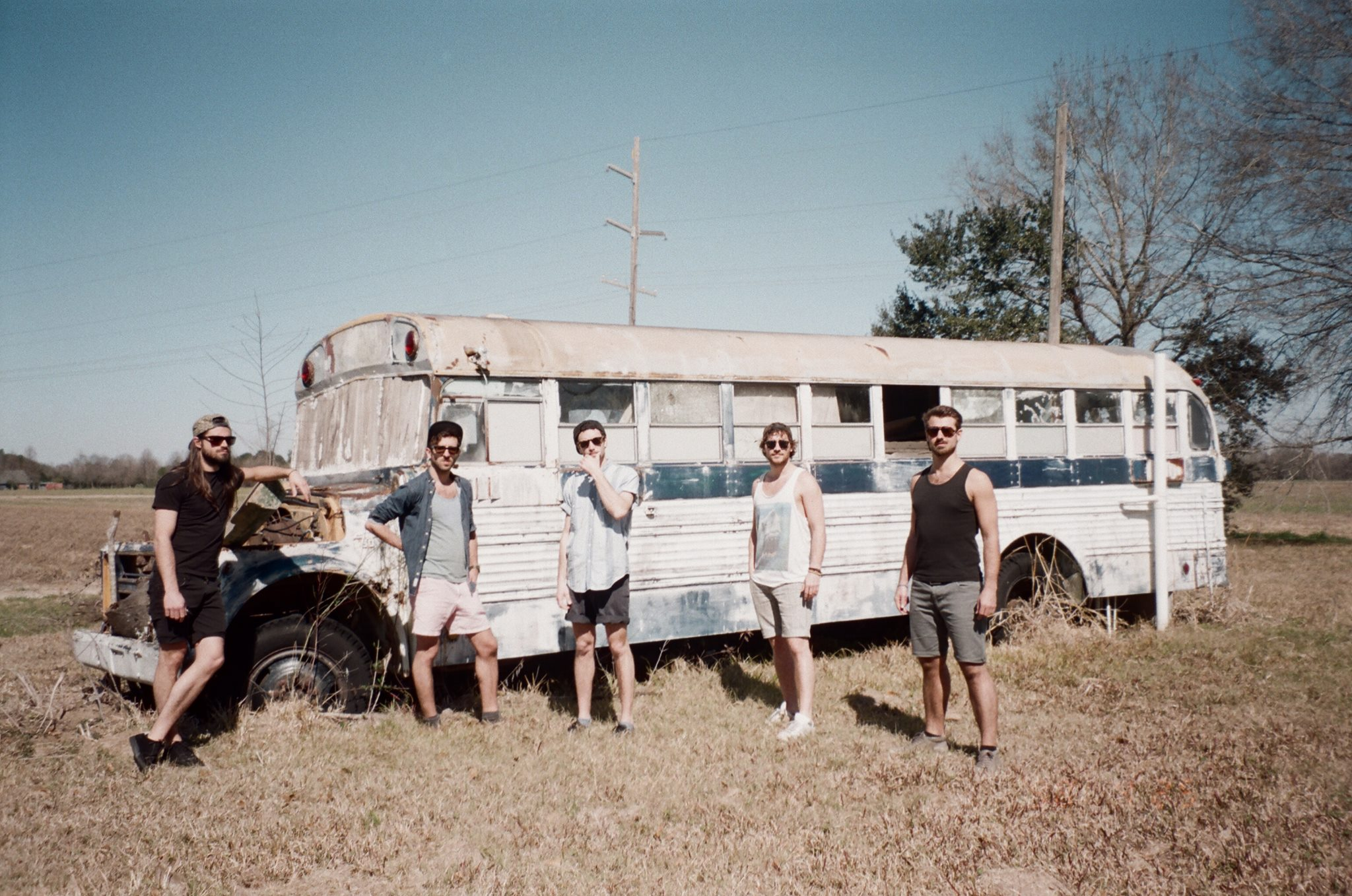
Photographie promotionnelle de 2015.

Pour Misteur Valaire, Bellevue se démarque des précédents albums. Le groupe quitte Montréal et part s'installer en Louisiane pour l'écriture de ce cinquième album. Pendant près d'un mois, ils ont créé des chansons aux sonorités et aux tempos bien définis[pas clair]. À l'automne 2014, Misteur Valaire, accompagné de Karim Ouellet lancent une pièce inédite : L'Amour est un monstre.
Le 29 avril 2016 Valaire dévoile un premier titre extrait d'Oobopopop : Whisky Dew. Une première pièce à saveur tropicale[réf. nécessaire] composée dans la Maison Joseph-Armand-Bombardier. En avril 2016, le groupe change aussi de nom, passant de Misteur Valaire à Valaire.

## Style musical
[non neutre]
Valaire est un groupe aux influences electro-jazz-hip-hop-rock et extraits sonores insolites.
Le groupe est tour à tour influencé par la découverte de l'électronique, un goût pour des styles musicaux diversifiés, la culture populaire ainsi qu'un intérêt étrange pour les extraits d'émissions de télévision douteuses, discours de politiciens oubliés et conversations de quidams.

## Concerts-événements

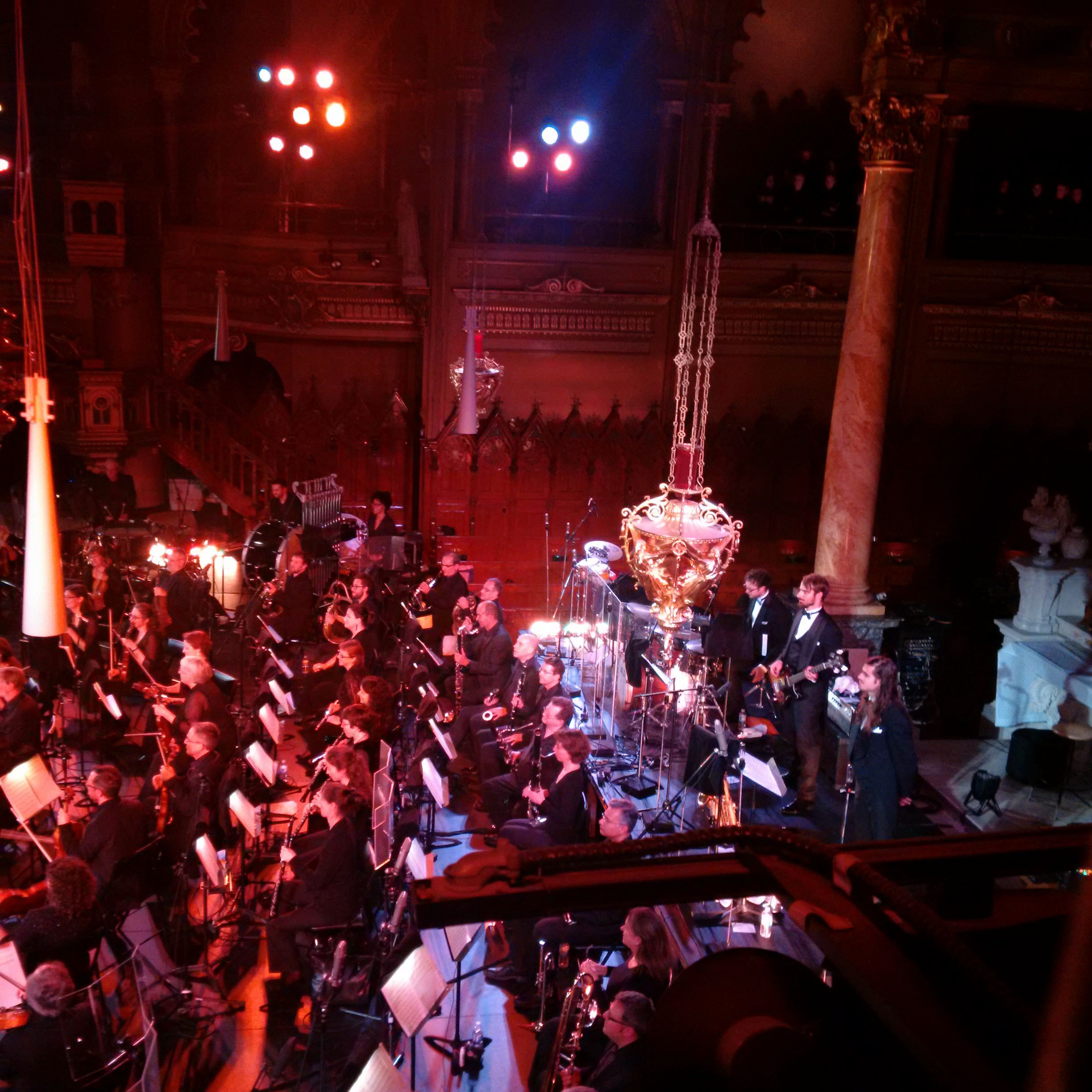
Misteur Valaire en concert symphonique avec l’Orchestre Métropolitain, sous la direction de Yannick Nézet-Séguin.

Misteur Valaire Symphonique, jeudi 2 octobre 2014 à l'église Saint-Jean-Baptiste de Montréal : ce concert met en scène Misteur Valaire et l'Orchestre Métropolitain de Montréal sous la direction de Yannick Nézet-Séguin, avec chœur.

## Membres
- François-Simon Déziel (France) – basse, synthétiseur
- Jonathan Drouin (DRouin) – saxophone, synthétiseur
- Julien Harbec (Kilojules) – batterie, tables tournantes
- Thomas Hébert (Tō) – trompette, piano, synthétiseur
- Louis-Pierre B. Phaneuf (Luis Clavis) – percussions, voix

## Distinctions

### Récompenses
- 2007 : Prix « Étoiles Galaxie » de Radio-Canada
- 2008 : Prix de l'« enregistrement indépendant  » au gala MIMI (Montreal International Music Initiative)
- 2010 : Prix du « spectacle de l'année » au GAMIQ
- 2011 : Prix de l'« album électronique de l'année » au gala de l'ADISQ pour Golden Bombay
- 2014 : Prix de l'« album électronique de l'année » au gala de l'ADISQ pour Bellevue
- 2023 : Prix de l'« album multilingue / autres langues de l'année » au gala de l'ADISQ pour Jazz Futon[10].

### Nominations
- 2008 : « Album électronique de l'année »  au 30e Gala de l'ADISQ (Association québécoise de l'industrie du disque, du spectacle et de la vidéo)
- 2008 : « Révélation de l'année » et « album electro de l'année » au GAMIQ (Gala de l'Alternative Musicale Indépendante du Québec)
- 2010 :  Prix Polaris, « artiste de l'année  », « chanson de l'année » (Ave Mucho) et « album electro de l'année »  (Golden Bombay) au GAMIQ.
- 2011 : « Nouveau groupe de l'année » aux prix Juno
- 2014 : « Meilleur thème musical » : toutes catégories, pour les Prix Gémeaux 2014